# Place de Brouckère
Place de Brouckère (in olandese: De Brouckèreplein) è una piazza nel centro di Bruxelles, che prende il nome da Charles de Brouckère. La piazza si trova su uno dei principali assi del traffico del centro della città di Bruxelles, che è stato creato dalla copertura della Senne. Place de Brouckère sostituì la Chiesa degli Agostiniani, che fu demolita nel 1893.
Place de Brouckère è dominata da edifici de fin de siècle, ma i colossi moderni sono anche aumentati dagli anni '70. Sul lato est della piazza ci sono due gallerie commerciali sotterranee: il centro Anspach e il centro Munt, fino a Place de la Monnaie. La piazza è uno dei principali punti di incontro e centri di intrattenimento della città grazie alla presenza di teatri, un grande cinema, hotel e ristoranti. Jacques Brel ha cantato la turbolenta Bruxelles, una delle sue canzoni più famose.
Prima dell'arrivo della zona pedonale, su iniziativa dell'allora consiglio comunale di Bruxelles, tra cui Els Ampe, assessore della mobilità, Place de Brouckère era un importante snodo per il traffico automobilistico: l'affollata Place Anspach, proveniente da sud, si divide qui nella piccola cintura alla guida della Boulevard Émile Jacqmain e della Boulevard Adolphe Max. È ancora un hub importante per il trasporto pubblico. Sotto la piazza c'è una delle stazioni più trafficate della metropolitana di Bruxelles: De Brouckère. Qui le linee est-ovest 1 e 5 intersecano le linee 3 e 4 dell'asse nord-sud del premetro. La stazione degli autobus di Bisschopsstraat è anche il punto di partenza e di arrivo di varie linee di autobus urbani e regionali.

## Curiosità
Durante le discussioni sulla demolizione della chiesa agostiniana, Henri Cassiers presentò un piano nel 1888 per proteggere la nuova piazza dalla "banalità" di chioschi e fontane costruendo un campanile con un carillon. Il suo design non è stato realizzato.